# Хёнлингер, Бальдур
Бальдур Хёнлингер (нем. Baldur Hönlinger; 7 июля, 1905, Вена — 12 марта, 1990, Вупперталь) — австрийский и немецкий шахматист.

## Биография
В 1920-е и 1930-е годы был одним из ведущих шахматистов Австрии. Дважды побеждал на международных шахматных турнирах в Вене (1928, 1936). В 1930 году вместе с Гедеоном Барцой поделил первое место на шахматном турнире в Сольноке.
Представлял сборную Австрии на шахматной олимпиаде в 1928 году, где играл на первой доске (+8 -3 =4).
После Второй мировой войны жил в Федеративной Республике Германии (ФРГ). Участник первых послевоенных чемпионатов ФРГ по шахматам (1947, 1949). В 1948 году в Фельберте дал сеанс одновременной игры на 213 досках (+187, =13, -13), тем самым установив мировой рекорд, который позже был побит американским шахматистом Джорджом Колтановским. 